# Severiano Sainz de la Lastra
Severiano Sainz de la Lastra Rivas (Madrid, 1823-Madrid, 1884) fue un arquitecto madrileño conocido por ser el arquitecto, junto con Eduardo Adaro, del edificio del Banco de España. 

## Biografía
Se tituló en Arquitectura en 1850.
Tras intentar convertirse en arquitecto municipal de Valladolid, en 1857, compitiendo con Antonio Iturralde y Montel y Vicente Mirada, Sainz de la Lastra ingresó, en 1859, como arquitecto del Banco de España, colaborando con Eduardo Adaro en la construcción de la sede principal madrileña, en 1875. Se trata de uno de sus trabajos más importantes, junto con el de la ampliación del palacio de Zabálburu, de Lema, en Marqués del Duero.
Su actividad profesional fue muy extensa en Madrid entre 1875 y 1884, aunque se conocen obras suyas anteriores a esa fecha (desde al menos 1868).
Se centró en la construcción de edificios de viviendas, siendo, durante varios años, uno de los arquitectos más prolíficos de Madrid. Aunque entre su clientela se encontraban políticos importantes (Alonso Martínez) y miembros de la nobleza (marqueses de la Laguna, de Larios, duque de Bailén), no construyó sus casas o palacios particulares sino sus edificios de renta. Por eso su arquitectura ejemplifica, por número y calidad, el tono burgués medio-alto de su época ecléctica-clasicista.  También se encargó de la reforma de la tercera planta de un edificio en Alcalá 36, sede del Depósito Hidrográfico en 1856, convirtiendo en terraza el anterior tejado.

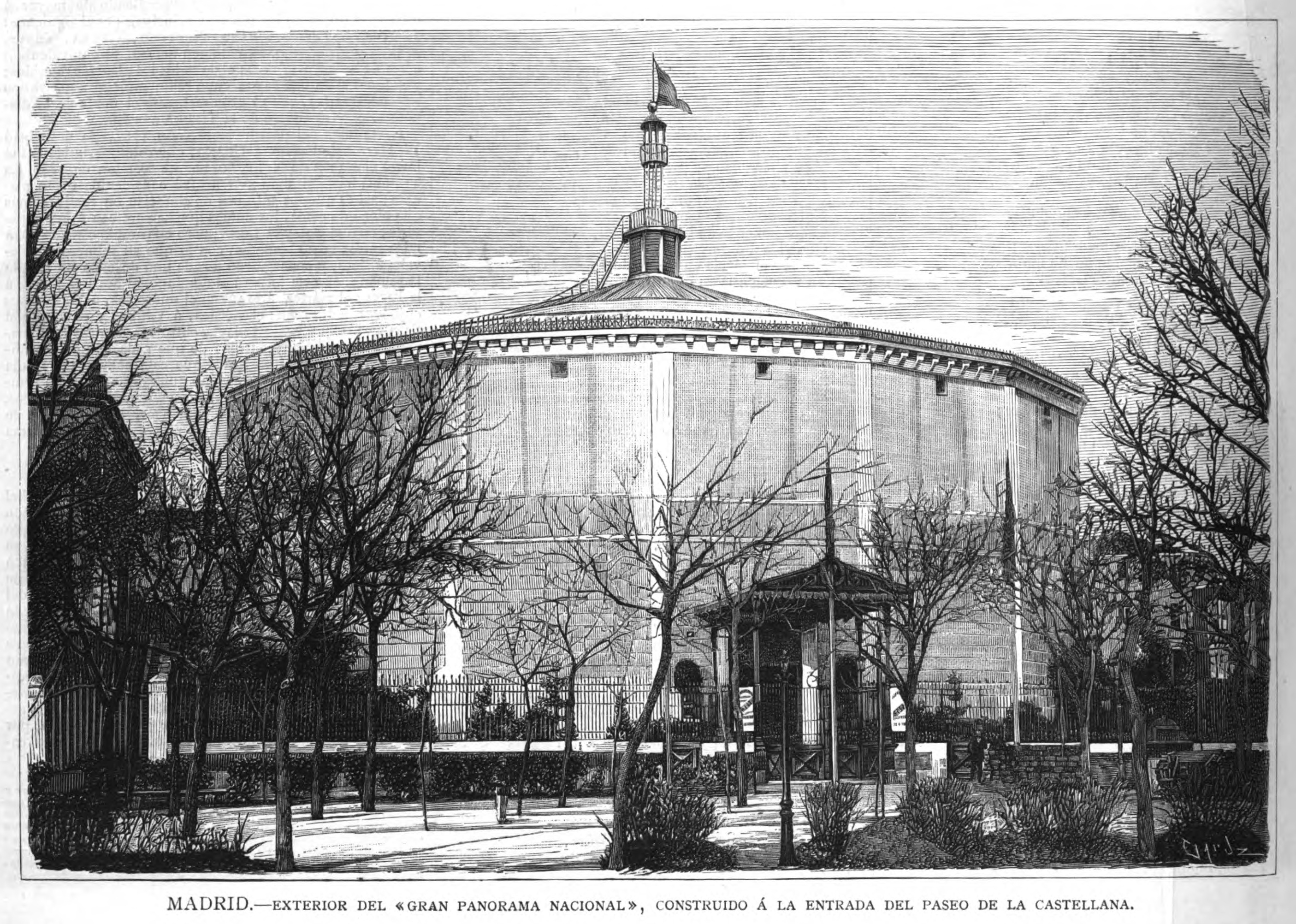
Exterior del «Gran Panorama Nacional» (1881), construido a la entrada del paseo de la Castellana, obra de Sainz de la Lastra.

Entre sus obras principales, además de las citadas, cabe señalar en 1868, el edificio en Alcalá, 57 y 59, y en 1869, el edificio para la Sociedad de Crédito Mobiliario en el paseo de Recoletos, 17 c/v Prim, 14. Hasta finales de la década siguiente no se conocen obras suyas, pero a partir de entonces produce un importante conjunto de edificios: en 1878, en Ronda de Recoletos c/v Argensola, en Orellana, 9 y Argensola, 19 todos ellos para el duque de Bailén, y en Cava Baja, 6 (la Posada de San Isidro); de 1880, en Villalar, 3 y 5, en Conde de Aranda, 3, en Orellana, 7, en Salud, 19; de 1881 en Serrano, 4 c/v Colmuela, 2, en Costanilla de Santa Teresa, 5; de 1882, en Montalbán, 7, 8, 9 y 10 (marqués de Larios); de 1883, en la plaza de la Independencia, 2 c/v Alcalá, en Juan de Mena, 23, Colmuela 9, Colmuela c/v Claudio Coello, Luchana, 4 y Amparo,84 en Lavapiés.
Además de las obras citadas, todas ellas confirmadas en archivo, muchas otras se le han atribuido, probablemente con razón. Y es que su forma de hacer era compartida por gran número de arquitectos cuando se enfrentaban a este tipo de encargos. Constituyó una “moda de fondo” madrileña, perfectamente acomodada a ese estilo “Sáinz de la Lastra”, culto pero sin retórica, de repertorio, pero distinguido.
Falleció en 1884 en su vivienda, que estaba situada en el 23 duplicado de la calle del Caballero de Gracia.